# 渡辺長男

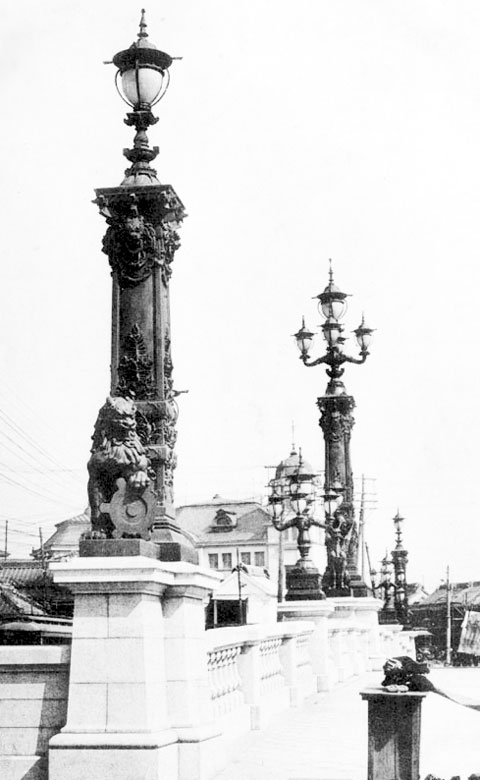
日本橋の欄干彫刻

御衣公園の菅原道真像

渡辺 長男（わたなべ おさお、1874年（明治7年）4月2日 - 1952年（昭和27年）3月3日）は、明治から昭和にかけて活動した彫刻家（彫塑家）。同じ彫刻家の朝倉文夫、大塚辰夫（大塚周夫の父）は実弟。妻は岡崎雪聲の娘。

## 略歴
1874年（明治7年）、大分県大野郡上井田村（現豊後大野市）村長であった渡辺要蔵の長男として生まれる。彫刻家を目指した長男は東京美術学校（現・東京芸術大学）に入学し、仏像彫刻家の山田鬼斎に師事する。すぐに頭角を現し、イタリアへと留学していた長沼守敬に欧州の彫刻技術を学ぶなど、先駆性を発揮した。
1897年11月に高村光太郎や武石弘三郎、白井雨山、青木外吉ら同窓生と「青年彫塑会」を結成し、木彫家をもまじえて技術上の交流をはかり、新進気鋭の彫刻家として注目されるようになる。この頃に実弟である朝倉文夫が長男を頼って上京。元々俳句を志して正岡子規に師事しようとしていたが、その子規の死もあるものの、文夫が彫刻（彫塑）への道を選択したのは、長男の多大なる影響がある。
長男は人物彫刻を得意とし、明治天皇騎馬像や井上馨像、太田道灌像、広瀬中佐像など、数多く製作した。また、東京日本橋の欄干の麒麟と獅子のブロンズ像は、長男の手によるものである。鋳造は義父である岡崎雪聲が行った。

## 代表作品
- 軍神広瀬中佐像（1910年） - 万世橋駅にて安置されていたが、戦後のGHQによる撤去命令により現存せず。
- 獅子、麒麟像（1911年） - 東京都中央区日本橋、高欄中央部に現存し、1999年に国の重要文化財へ指定された[1][2]。
- 徳川家康像（1920年） - 旧東京府庁内にて安置されていたが、戦時供出により現存せず。
- 日蓮聖人銅像（1923年） - 千葉県鴨川市、清澄寺に現存[3]。
  - 複製が2018年3月時点で40体以上、都内では墨田区法恩寺、江戸川区感應寺で見られる[4]。
- 太田道灌像（1924年） - 旧東京府庁内にて安置されていたが、戦時供出により現存せず。東京国際フォーラムに現存する像は、朝倉文夫によるもの。
- 明治天皇騎馬像[注釈 1]（1930年） - 東京都多摩市連光寺、所蔵：多摩市教育委員会・旧多摩聖蹟記念館。
- 菅原道真像（1936年） - 八王子市御衣公園内に現存。

他多数